# Callianthemum anemonoides
Callianthemum anemonoides je druh rostliny z čeledi pryskyřníkovité (Ranunculaceae).

## Popis
Jedná se o vytrvalou rostlinu dorůstající nejčastěji výšky 5–22 cm s krátkým oddenkem. Lodyha je přímá, zpravidla nevětvená, lysá. Přízemní listy nejsou za květu ještě plně vyvinuty, jsou dlouze řapíkaté, jsou složené, 3x lichozpeřené, úkrojky jsou čárkovité. Lodyžní listy jsou téměř přisedlé až přisedlé, jinak podobné přízemním listům. Květy jsou většinou bílé až narůžovělé barvy, mají asi 3–4 cm v průměru. Kališních lístků je 5, jsou bělavé.Korunních lístků je většinou 10–18, bílé, někdy až narůžovělé, čárkovité, jsou asi 2 x delší než kališní lístky. Kvete v dubnu až v květnu. Tyčinek je mnoho. Gyneceum je apokarpní, pestíků je mnoho. Plodem je nažka, na povrchu svraskalá s asi 4,5–5 mm dlouhým zobánkem. Nažky jsou uspořádány do souplodí.

## Rozšíření
Callianthemum anemonoides je endemitem Rakouska, roste v severovýchodních vápencových Alpách. V Alpách ho najdeme výhradně na vápnitém substrátu od montánního po subalpínský stupeň..